# Alfredo Bastianelli

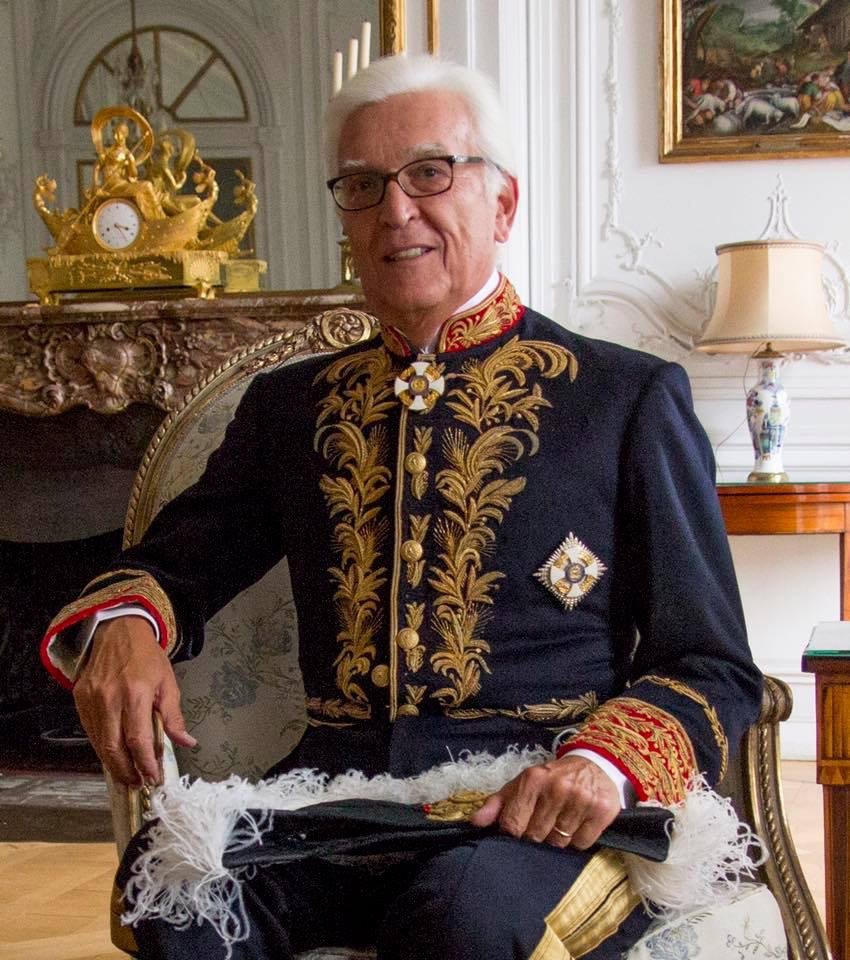
Alfredo Bastianelli

Alfredo Bastianelli (* 26. Januar 1951 in Rom) ist ein italienischer Diplomat im Ruhestand.

## Leben
Alfredo Bastianelli schloss 1978 ein Studium der Rechtswissenschaften an der Universität La Sapienza Rom ab und trat in den auswärtigen Dienst Italiens ein, zunächst in die Protokollabteilung. Er war Konsul in São Paulo, Brasilien (1981–1983), Gesandtschaftssekretär erster Klasse in Ottawa, Kanada (1983–1985) und  Gesandtschaftssekretär erster Klasse in Maputo, Mosambik (1985–1989). 1988 wurde er zum Gesandtschaftsrat ernannt und war von 1989 bis 1991 in der Generaldirektion für politische Angelegenheiten in Rom tätig. Es folgten Mandate als Gesandtschaftsrat in Jakarta (1989–1994) und in der italienischen Vertretung bei der Europäischen Union in Brüssel (1994–1999) sowie 2000/01 die Leitung der Abteilung Subsahara in der römischen Zentrale. Zudem war er zum Berater für internationale Angelegenheiten des Ministers für Land- und Forstwirtschaft ernannt.
Alfredo Bastianelli vom 22. Januar 2001 bis 15. Juni 2005 Botschafter in Luanda, Angola und ab 30. September 2002 gleichzeitig in São Tomé, São Tomé und Príncipe,  akkreditiert. Nach Verwendung in Rom von 2005 bis 2009 erfolgte vom 1. Dezember 2009 bis Dezember 2012 die Tätigkeit als Botschafter in Nikosia, Zypern. Von 2013 bis 2016 war Bastianelli Botschafter in Brüssel.
2016 erfolgte durch den Großmeister des Ritterordens vom Heiligen Grab zu Jerusalem, Edwin Frederick Kardinal O’Brien die Ernennung zum Kanzler des Päpstlichen Laienordens mit Sitz im Vatikan.
Alfredo Bastianelli ist verheiratet und hat drei Kinder. 

## Ehrungen und Auszeichnungen
- Gentiluomo di Sua Santità (Edelmann Seiner Heiligkeit, 2007)[2]
- Ritterorden vom Heiligen Grab zu Jerusalem (Großkreuz)
- Päpstlichen Ordens des heiligen Gregor des Großen (Großkreuz)[2]
- Kronenorden von Belgien (Großkreuz)
- Orden der Unabhängigkeit von Jordanien (Großkreuz)
- Konstantinorden (Großkreuz)
- Verdienstorden Pro Merito Melitensi (Großkreuz) des Malteserordens
- Verdienstorden der Italienischen Republik (Großoffizier 2013, Offizier 2002)[3]